# Finnvox Studios
Finnvox Studios är en inspelningsstudio i Helsingfors, invigd 1965. Det är den äldsta professionella inspelningsstudion i Finland. Genom åren har ett stort antal nationella artister och grupper spelat in sitt material vid studion; bland de mer kända kan nämnas HIM, Nightwish, Apocalyptica och The Rasmus.